# Piazza Castello (Sassari)
Piazza Castello è una piazza storica di Sassari.

## Storia
In origine  piazza Castello era il nome dello spiazzo davanti al castello aragonese, probabilmente ottenuto demolendo alcune case addossate alle mura. Fin dal 1331 è la piazza più importante della città, e se ne fa menzione nelle carte antiche con il nome di plà de castell: questa denominazione sopravvive ancor'oggi con il nome tradotto di pianu di castheddu. Verso il 1820 la piazza necessitava di essere spianata. era infatti fondamentalmente roccia irregolare, usata per sedersi e, addirittura, per sgozzare e abbrustolire i maiali. La piazza odierna è ottenuta dalla demolizione del 1877 del castello, ed è dinanzi alla caserma Lamarmora. La funzione sociale nei confronti della borghesia dell'epoca venne assunta dalla vicina Piazza d'Italia.

## Note

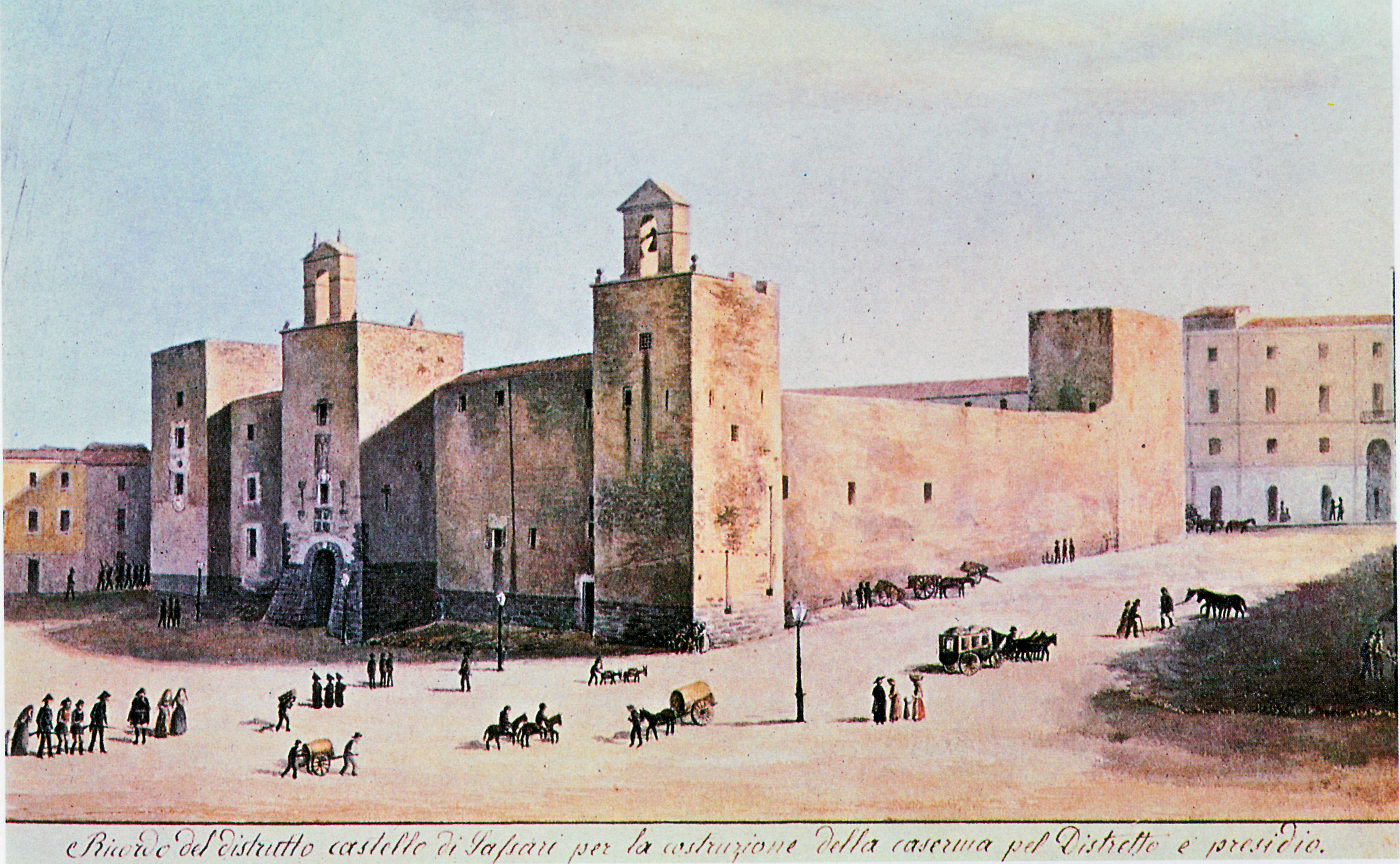
Il castello aragonese, demolito nel 1877